# Gellu Naum
Gellu Naum est un poète surréaliste, prosateur et traducteur roumain.

## Biographie
Gellu Naum est né le premier août 1915 à Bucarest. Son père est le poète Andrei Naum, mort le 18 août 1917 lors de la bataille de Mărășești; sa mère Maria Naum née Rosa Gluck. 
En 1931, Gellu Naum fit ses débuts sous le pseudonyme Ion Pavel. Il a commencé à étudier la philosophie à Bucarest en 1933 et a poursuivi ses études à partir de 1938 à Paris.
Il fut l'initiateur et le principal représentant du surréalisme dans la littérature roumaine. Dans la première partie de sa carrière poétique, au cours des années 1930, il se révolta radicalement contre l'ordre établi. En France, il était proche de Victor Brauner, avec lequel il collabora dans ses premiers livres et fréquenta le groupe d'André Breton. De retour en Roumanie, il forma autour de Virgil Teodorescu, Ghérasim Luca ou Paul Păun un groupe surréaliste, avant de devoir servir dans l'armée lors de la seconde guerre mondiale.
En 1946, il se maria avec Lyggia Alexandrescu, qui demeura sa femme jusqu'à sa mort, Lyggia illustra parfois ses livres et inspira en grande partie son récit Zenobia (Zénobie). Elle apparaît également dans d'autres de ses œuvres
La fin des années 1940 fut le temps des concessions au réalisme socialiste. Naum essaya de faire valoir sa place dans la littérature roumaine mais se trouva de plus en plus en opposition avec un régime qui n'épargnait pas sa poésie. Au début des années cinquante, il se retira progressivement de la vie littéraire, refusa des promotions universitaires, publia essentiellement des traductions  (Samuel Beckett, Denis Diderot, Julien Gracq, etc.) et des livres pour enfants. 
Au début des années 1960 Gellu sombra dans la dépression et décida de vivre à Comana (un village en pleine forêt à trente kilomètres de Bucarest), pour continuer ses œuvres (Zenobia (Zénobie) sortie l'année 1985), mais son cœur tomba malade peu après. 
En 1994, l'Institut français de Bucarest lui dédie un livre écrit par Rémy Laville : Gellu Naum : Poète roumain prisonnier au château des aveugles.
Gellu Naum est mort le 29 septembre 2001 à Bucarest. 
Sa femme Lyggia est morte en mars 2005.

## Liste des principales œuvres
- Drumeţul incendiar [Le voyageur incendiaire], 1936, avec trois calques de Victor Brauner
- Libertatea de a dormi pe o frunte [La liberté de dormir sur une tempe], 1937, avec un dessin de Victor Brauner
- Vasco de Gama, 1940, avec un dessin de Jacques Hérold
- Culoarul somnului [Le couloir du sommeil], avec un portrait par Victor Brauner, 1944
- Medium, 1945, prose.
- Teribilul interzis [Le terrible interdit], 1945, prose.
- Spectrul longevității, 122 de cadavre [Le spectre de la longévité, 122 cadavres], en collaboration avec Virgil Teodorescu, 1946
- Castelul orbilor [Le château des aveugles], 1946, prose.
- Éloge de Malombra, en français, en collaboration avec Ghérasim Luca, Paul Păun, Virgil Teodorescu et Dolfi Trost, 1947, reproduit dans Seine et Danube 3, Paris, 2004, p. 115-119.
- Athanor, 1968
- Poeme alese [Poèmes choisis], Bucarest, 1970, avec un portrait de Victor Brauner
- Poetizați, poetizați... [Poétisez, poétisez...] Bucarest, 1970
- Copacul-animal [L'arbre-animal], Bucarest, 1971
- Tatăl meu obosit (Mon Père fatigué), Bucarest, 1972, traduit en français par Sebastian Reichmann, 1983
- Descrierea turnului [Description de la tour], Bucarest, 1975
- Cărţile cu Apolodor (Voyage avec Apollodore), Bucarest, 1979, livre pour enfants traduit en français par Sebastian Reichmann 2009, Nantes
- Partea cealaltă (L'autre côté), Bucarest, 1980, édition bilingue, poésies traduites en français par Annie Bentoiu et Andrée Fleury, 1991
- Zenobia, Bucarest, 1985, traduit en français par Luba Jurgenson et Sebastian Reichmann, Calmann-Levy, 1995, prose.
- Malul albastru [La rive bleue], Bucarest, 1990
- Focul negru [Le feu noir], Bucarest, 1995
- Sora fântână [Sœur fontaine], Bucarest, 1995
- Întrebătorul [L'enquêteur], Bucarest, 1996
- Ascet la baraca de tir [Reclus dans le local de tir], Bucarest, 2000
- Calea şarpelui [La voie du serpent], Bucarest, 2002[6]